# Nilgiritahr
Nilgiritahr (Hemitragus hylocrius eller Nilgiritragus hylocrius) er et parrettået hovdyr, som tilhører underfamiljen gedeantiloper.

## Udseende
Arten ligner geder i udseende. Den når en kropslængde på mellem 110 og 150 centimeter, et stangmål mellem 80 og 100 centimeter og en halelængde på mellem 10 og 15 centimeter. Det er den største art, som kaldes tahr. Hannerne har en vægt på mellem 80 og 100 kg mens hunnerne har en vægt på omkring 50 kg.
I modsætning til himalayatahr er pelsen kort. Hunner og unge hanner har en gulgrå pelsfarve, og på dyrenes ryg findes en mørkere stribe. Hos ældre hanner bliver pelsen mørkebrun til sort, og på deres rygge er et sølvgråt mønster synligt, som minder om en sadel. Også i ansigtet på ældre hanner forekommer to sølvfarvade striber.
Hos begge køn findes relativt små horn, som er bøjede bagud. Hos hannerne bliver hornene op til 45 centimeter lange, hunner har smallere horn op til 30 centimeter lange.

## Udbredelse og habitat
Arten er endemisk for Nilgiribjergene i det sydlige Indien, hvilke udbreder sig over delstaterne Kerala og Tamil Nadu. Habitatet udgøres af græsdækkede bjergområder beliggende mellem 1.200 og 2.500 meter over havet.

## Levevis
Nilgiritahr er fortrinsvis aktiv ved skumringstid og daggry. I de varmere timer midt på dagen hviler de i skyggen af klipperne. De har fremragende evner til at bevæge sig i klippeterræn. Nilgiritahr er planteædere og ernærer sig fortrinsvist af græs og urter.
Artens sociale beteende er mangfoldig. Den lever delvis i grupper, som ofte består af 20 til 70 individer men flokke med 100 individer forekommer også. Hunner danner flokke med sine unger, og hanner lever i særskilte grupper eller alene. Under parringstiden forenes hannernes flokke med hunnernes flokke, men der findes også oplysninger om blandede flokke hele året rundt. Hannerne kæmper indbyrdes om retten til at parre sig, og kampene kan undertiden have dødelig udgang.
Parringstiden indtræder mellem juni og august, og efter drægtighedsperioden, som varer i 180 til 190 dage, føder hunnen i januar eller februar sine unger. Almindeligvis fødes kun en unge, men tvillingar forekommer i visse tilfælde. Efter 4 tl 6 månader ophører hunnen med at die, og ungerne er efter to til tre år kønsmodne.

## Trusler
Arten trues især af ødelæggelse af dens levesteder samt af ulovlig jagt. På grund af menneskelig bosættelse er populationen splittet på i flere mindre adskilte områder. Nilgiritahr er en fredet art i Indien, men beskyttelsen kontrolleres ikke så nøje. Hele populationen er skønnet til at udgøre 2.000 til 2.500 individer, og den største sammenhængende population med cirka 1.000 individer findes i Eravikulam nationalparken i Kerala.

## Systematik
Ifølge traditionel systematik tilhører nigiritahr slægten Hemitragus, som tillige omfatter himalayatahr og arabisk tahr. I 2005 blev foretaget molekylærgenetiske undersøgelser af Ropiquet og Hassanin, som viste, at disse arter ikke er nærmere beslægtede med hinanden. Nilgiritahr er deremod en nær slægtning til arter i slægten får (Ovis) og derfer er det foreslået at placere arten i en egen slægt, Nilgiritragus. Denne klassificering er imidlertid ikke accepteret af alle zoologer.